# Атвуд (Оклахома)
Атвуд (енгл. Atwood) град је у америчкој савезној држави Оклахома.

## Демографија
По попису из 2010. године број становника је 74, што је 39 (-34,5%) становника мање него 2000. године.
| Група             | 2000.      | 2010.      |
| Белци             | 90 (79,6%) | 71 (95,9%) |
| Афроамериканци    | 0 (0,0%)   | 0 (0,0%)   |
| Азијати           | 1 (0,9%)   | 0 (0,0%)   |
| Хиспаноамериканци | 7 (6,2%)   | 0 (0,0%)   |
| Укупно            | 113        | 74         |